# Bernard Siegel
Pour les articles homonymes, voir Siegel.
Bernard Siegel est un acteur américain né le 19 avril 1868 à Lemberg (Autriche-Hongrie), mort le 9 juillet 1940 à Los Angeles (Californie).

## Filmographie
- 1913 : It Might Have Been : Richard Dont
- 1913 : Pizen Pete
- 1913 : The Supreme Sacrifice
- 1913 : Jane's Waterloo
- 1913 : Through Many Trials
- 1913 : The Third Degree : Dr Bernstein
- 1914 : The Daughters of Men : Oscar Lackett
- 1914 : The Wolf : Baptiste Le Grade
- 1914 : Threads of Destiny : Isaac Gruenstein
- 1914 : The Fortune Hunter : Mr. Lee
- 1915 : In the Hour of Disaster
- 1915 : It All Depends
- 1915 : Winning Winsome Willie
- 1915 : Here Comes the Bride
- 1915 : Mother of Pearl
- 1915 : The Road o' Strife
- 1915 : Who Violates the Law
- 1915 : The Climbers
- 1915 : Country Blood
- 1915 : The Great Ruby : Hans, a porter
- 1915 : The Golden Oyster
- 1915 : Tony and Marie
- 1915 : The Rights of Man: A Story of War's Red Blotch : Karl
- 1915 : The Ogre and the Girl
- 1915 : Sweeter Than Revenge : Frenchy
- 1916 : The Wonderful Wager
- 1916 : Souls in Bondage : Mr. Brenner
- 1916 : The Heart's Tribute
- 1916 : Otto the Artist
- 1916 : Otto the Hero
- 1916 : Frilby Frilled
- 1916 : Otto the Reporter
- 1916 : Otto the Cobbler
- 1916 : Otto's Legacy
- 1916 : Otto the Sleuth
- 1916 : Otto, the Salesman
- 1916 : Whom the Gods Destroy : Carl
- 1917 : The Man of Mystery : Signor Casa
- 1917 : The Love Philtre of Idey Schoenstein
- 1917 : The Glory of Yolanda : Paul
- 1917 : Arsene Lupin : Charolais
- 1917 : Womanhood, the Glory of the Nation : L'espion Carl
- 1917 : Apartment 29 : Janitor
- 1917 : Within the Law : Tom Dacey
- 1917 : The Maelstrom : Dago Sam
- 1917 : The Message of the Mouse : Valet
- 1917 : The Stolen Treaty (film, 1917) (en) de  Paul Scardon : Riddle
- 1917 : The Grell Mystery : Ivan
- 1917 : The Last Leaf
- 1918 : The Woman Between Friends
- 1918 : The Purple Dress
- 1918 : The Song of the Soul : Oelsen
- 1918 : The Triumph of the Weak : Brown
- 1918 : The Golden Goal : Rôle indéterminé
- 1918 : All Man : Ryan
- 1918 : The Green God : Li Min
- 1918 : Everybody's Girl : Millinery Shop Proprietor
- 1918 : Hoarded Assets : Rôle indéterminé
- 1919 : Silent Strength : Tom Tripp
- 1919 : The Cambric Mask : David Creed
- 1919 : Beauty-Proof
- 1919 : A Girl at Bay
- 1919 : The Man Who Won : Seymour
- 1919 : In Honor's Web : Norman Cobb
- 1920 : The Birth of a Soul : Sheriff
- 1920 : The Flaming Clue : Rabeet
- 1920 : Dead Men Tell No Tales : Braithwaite
- 1921 : The Heart of Maryland : Provost-Sergeant Blount
- 1921 : The Land of Hope
- 1922 : A Stage Romance : Mr. Sleeker
- 1922 : The Man Who Paid : Anton Barbier
- 1922 : The Madness of Love : Sim Calloway
- 1922 : The Love Nest : Slim Corwin
- 1922 : Unseen Foes
- 1923 : None So Blind : Saul Cohen
- 1923 : Le Rayon mortel (The Eleventh Hour) de Bernard J. Durning
- 1923 : Sidewalks of New York
- 1923 : Where Is This West? : Indian Servant
- 1923 : Thundergate
- 1924 : Emblems of Love
- 1924 : The Next Corner : L'étranger
- 1924 : The Fortieth Door : Tew Fick Pasha
- 1924 : Romance Ranch de Howard M. Mitchell : Felipe Varillo
- 1924 : Against All Odds (en) : Lewis
- 1925 : Le Courrier rouge (The Crimson Runner) de Tom Forman : Alfred Schreber
- 1925 : Matador (The Spaniard) de Raoul Walsh  : Manuel
- 1925 : Wild Horse Mesa : Toddy Nokin
- 1925 : The Phantom of the Opera : Joseph Buquet
- 1925 : La Race qui meurt : Do Etin
- 1926 : La Roche qui tue (Desert Gold) de George B. Seitz : Goat Herder
- 1926 : Beau Geste : Schwartz
- 1926 : Going Crooked de George Melford : Crook
- 1927 : Blazing Days : Ezra Skinner
- 1927 : Le Roi des rois (The King of Kings) : Rôle indéterminé
- 1927 : Drums of the Desert de John Waters : Chef Brave Bear
- 1927 : Ragtime
- 1927 : Ranger of the North : Bruce MacLean / Eagle Claw
- 1927 : Open Range : Brave Bear
- 1928 : Le Clan des aigles (Stand and Deliver) de Donald Crisp : Opérateur aveugle
- 1928 : Ris donc, Paillasse ! (Laugh, Clown, Laugh) : Simon, dit Flok
- 1928 : The Divine Sinner : Johan Ludwig
- 1928 : Guardians of the Wild : Won Long Hop
- 1928 : L'honneur commande (Freedom of the Press) de George Melford : Père italien
- 1929 : Le Forban (The Rescue) de Herbert Brenon : Jorgensen
- 1929 : Redakin : Chahi
- 1929 : Loin du ghetto (The Younger Generation)
- 1929 : The Charlatan : Bit Role
- 1929 : The Far Call : Aleut Chief
- 1929 : Sea Fury
- 1930 : The Case of Sergeant Grischa : Verressjeff
- 1931 : Beau Ideal : Ivan Radinoff
- 1935 : L'Ombre du doute (Shadow of Doubt) de George B. Seitz : Ehrhardt (Hayworth's butler)
- 1935 : Soir de noces (The Wedding Night), de King Vidor : Un homme au mariage
- 1935 : Les Mains d'Orlac (Mad Love) de Karl Freund : Un homme
- 1935 : East of Java
- 1936 : L'Espionne Elsa (Till We Meet Again) : Étranger
- 1936 : Anthony Adverse de Mervyn LeRoy : Pablo
- 1936 : Hula, fille de la brousse (The Jungle Princess) : Grand-père d'Ulah
- 1937 : Confession : Portier au théâtre
- 1937 : Ebb Tide : Serveur
- 1937 : Une nation en marche (Wells Fargo) de Frank Lloyd : Pawnee
- 1938 : Happy Landing : Townsman
- 1939 : Broadway Serenade : Otto, Un violoniste